# 徐宏智
徐宏智（1938年—），字昇平，男，河北省武安县伯延镇人。当代作家，诗人。曾任辽宁日报文艺部主任编辑、辽沈晚报文艺部主任。现为中国通俗文学研究会会员、作家协会会员、散文学会理事。被誉为“工人诗人”。其中篇小说《导航鸟》曾获首批好图书赴美参展。

## 人物生平
1958年在沈阳日报副刊发表第一首诗《城里来了小铁匠》，获优秀作品一等奖，奖励《鲁迅全集》一套。自此创作不断，相继在人民日报和辽宁省市报刊等副刊发表了诗歌、散文、小说、报告文学等众多作品。1965年与刘湛秋、晓凡代表沈阳作家，出席“全国文学青年创作积极分子”大会，在北京人民大会堂受到了周恩来总理、朱德委员长、文化部长周扬等中央领导接见并合影留念。其中篇小说《导航鸟》曾获首批好图书赴美参展；《努尔哈赤和紫薇夫人》被河南省改编为京剧，在北京演出。散文《母恋》获辽宁省征文一等奖后，引起社会广泛关注，中央电视台东方时空节目组闻讯后前来沈阳进行了专访，全国播放。1993年入《中国当代文学系列词典》，1996年荣获《中国人才辞典》入典证书。从事文学创作50余年来，先后发表作品字数达200余万字。
1983年曾任第二期《鸭绿江》函授创作中心辅导老师。

## 个人作品
著有小说《导航鸟》、《勇闯魔鬼谷》、《失落的珍珠》、《努尔哈赤和紫薇夫人》、《明宫凄凉月》、《怪塔下的秘密》、《远东行》、《台湾珠宝商和他的情人》等；散文《母恋》、《美丽富饶的辽东半岛》、《踏遍青山寻宝人》、《秋色的云天》等；报告文学有《吉祥岛》、《关东第一村》、《万米高空话乡情》、《层层山峦层层秀》等；诗集有《星星月亮集》，其他有《沈水之阳盛京城》、《每逢佳节倍思亲—中国传统节日》等。

## 个人生活
河北省武安县伯延镇人，药商徐氏家族第十六代传人。幼时随祖父母等全家人来到东北，落户法库。曾在中杰友谊厂任职，后调任到辽宁日报，沈阳日报。与妻子崔凤金育有三女，徐雁来、徐雁双、徐雁丽。